# Glenda Reiser
Glenda Reiser (* 16. Juni 1955 in Ottawa; † 6. Januar 2008 ebd.) war eine kanadische Mittelstreckenläuferin.
Bei den Olympischen Spielen 1972 in München schied sie über 1500 m im Halbfinale aus.
1973 gewann sie bei den Pacific Conference Games Silber über 1500 m und Bronze über 800 m. Bei der Universiade holte sie eine weitere Silbermedaille über 1500 m.
Bei den British Commonwealth Games 1974 in Christchurch siegte sie über 1500 m.
1972 wurde sie Kanadische Meisterin über 800 m, 1972 sowie 1973 über 1500 m und 1971 sowie 1972 im Crosslauf.

## Persönliche Bestzeiten
- 800 m: 2:03,17 min, 19. August 1973, Moskau
- 1500 m: 4:06,71 min, 10. September 1972, München